# Seth Adkins
Seth Elijah Adkins (Albuquerque, Nuevo México, 30 de octubre de 1989) es un actor estadounidense. Hizo su debut como actor infantil en los programas de televisión Small Talk y Sabrina, the Teenage Witch en 1996 y en las películas ...First Do No Harm y Titanic en 1997. Más tarde, hizo una transición exitosa para interpretar personajes adultos. Adkins interpretó a Pinocho en la película Geppetto (2000) y apareció en la película Let Me In (2010), dirigida por Matt Reeves.

## Biografía y vida personal
Adkins nació en Albuquerque, Nuevo México. Tiene dos hermanos mayores, Zachary (n. 1978) y Josh (n. 1981). Su padre es director y su madre una exmaestra. A temprana edad y con el apoyo de sus padres, Adkins siguió a su hermano mayor en la profesión de actor. Se graduó en 2008 de la Academia Pública de Artes Escénicas.

## Carrera
Adkins hizo su debut en 1996, en los programas Small Talk y en Sabrina, the Teenage Witch. Apareció en las series ER, y C-16: FBI, y en las películas ...First Do No Harm, Stir y Titanic. Prestó su voz a Duby en la película Baby Geniuses. Tuvo un papel en la película para televisión Cumbres Borrascosas y en los largometrajes Funky Monkey, Bad News Bears, Privileged y Let Me In. Adkins también apareció en las series de televisión CSI: Miami y Touched by an Angel, Judging Amy, NCIS: Naval Criminal Investigative Service y Crash.

## Filmografía

### Películas
| Películas | Películas              | Películas               | Películas |
| Año       | Título                 | Papel                   | Notas     |
| --------- | ---------------------- | ----------------------- | --------- |
| 1997      | Titanic                | Niño eslovaco de 3 años |           |
| 1997      | Stir                   | Matthew Bekins          |           |
| 1998      | Mafia!                 | Tiny Anthony Cortino    |           |
| 1999      | Pirates of the Plain   | Bobby                   |           |
| 1999      | Baby Geniuses          | Duby                    | Voz       |
| 2000      | Taming Andrew          | Andrew Carlson          |           |
| 2003      | The Failures           | Sam Kyle                |           |
| 2004      | Funky Monkey           | Michael Dean            |           |
| 2005      | Bad News Bears         | Jimmy                   |           |
| 2007      | Pirate Camp            | Cooper                  |           |
| 2009      | Becoming Eduardo       | Henry                   |           |
| 2010      | Privileged             | Nick Webber             |           |
| 2010      | Let Me In              | Jett                    |           |
| 2011      | This Must Be the Place | Jimmy                   |           |
| 2014      | Frontera               | Sean                    |           |

### Televisión
| Televisión | Televisión                 | Televisión           | Televisión                           |
| Año        | Título                     | Papel                | Notas                                |
| ---------- | -------------------------- | -------------------- | ------------------------------------ |
| 1996       | Sabrina, the Teenage Witch | Rex                  | "A Girl and Her Cat"                 |
| 1997       | ER                         | Benny Miles          | "Fortune's Fools"                    |
| 1997       | C-16: FBI                  | Daniel Rooney        | "Eight Pounds of Pressure"           |
| 1997       | ...First Do No Harm        | Robbie Reimuller     | Película de televisión               |
| 1998       | The Pretender              | Nicky Parks          | "Silence"                            |
| 1998       | Touched by an Angel        | Nick Beringer        | "Perfect Little Angel"               |
| 1999       | The Promise                | Billy Stoller        | Película de televisión               |
| 2000       | Geppetto                   | Pinocho              | Película de televisión musical       |
| 2000       | The Drew Carey Show        | Pinocho              | "What's Wrong with This Episode III" |
| 2002       | CSI: Miami                 | Conner               | "Losing Face"                        |
| 2002       | Paranormal Girl            |                      | Película de televisión               |
| 2003       | Touched by an Angel        | Sam                  | "A Time for Every Purpose"           |
| 2003       | Wuthering Heights          | Joven Hendrix        | Película de televisión               |
| 2005       | Judging Amy                | Charley Dane         | "The Long Run"                       |
| 2005       | The West Wing              | Cody Zucker          | "A Good Day"                         |
| 2006       | NCIS                       | Sean Hodges          | "Iced"                               |
| 2009       | Crash                      | Lorenzano            | "You, I'll Be Following"             |
| 2009       | Crash                      | Lorenzano            | "No Matter What You Do"              |
| 2012       | Longmire                   | TJ Stewart           | "A Damn Shame"                       |
| 2015       | The Messengers             | Sam                  | "Awakening"                          |
| 2020       | Better Call Saul           | Asistente de Policía | "Wexler v. Goodman"                  |

### Videojuegos
| Videojuegos | Videojuegos    | Videojuegos | Videojuegos |
| Año         | Título         | Papel       | Notas       |
| ----------- | -------------- | ----------- | ----------- |
| 2002        | Kingdom Hearts | Pinocho     |             |